# Tích phân bội
Tích phân bội là một loại tích phân xác định được mở rộng cho các hàm có nhiều hơn một biến thực, ví dụ, ƒ(x, y) hoặc ƒ(x, y, z). Các tích phân của một hàm hai biến trên một vùng trong không gian ℝ2 được gọi là tích phân kép, và tích phân của hàm ba biến trên một miền của R3 được gọi là tích phân bội ba.

## Giới thiệu
Tích phân xác định của một hàm số dương có 1 biến là một diện tích nằm giữa đồ thị của hàm số đó và trục x, tích phân kép của một hàm số dương 2 biến là thể tích được xác định bởi bề mặt tạo ra bởi hàm số đó (mặt phẳng trong tọa độ 3 chiều z = ƒ(x, y)) và mặt phẳng chứa tập xác định của nó. (Cùng một thể tích có thể thu được thông qua tích phân bội ba—tích phân của một hàm ba biến—của hàm liên tục f(x, y, z) = 1 trong những miền nói trên giữa bề mặt và mặt phẳng.) Nếu có nhiều biến hơn thì phép tính tích phân sẽ tạo ra các siêu thể tích của các hàm đa chiều.
Tích phân của một hàm n biến: f(x1, x2,..., xn) trên một tập xác định D thường được biểu diễn bằng nhiều ký hiệu tích phân lồng nhau và được tính theo tứ tự từ trong ra ngoài (từ phải sang trái). Miền tích phân hoặc được biểu diễn dạng ký hiệu đối với từng dấu tích phân, hoặc được viết ngắn gọn bằng một biến phía trên của ký hiệu tích phân tận cùng bên phải:
{\displaystyle \int \cdots \int _{\mathbf {D} }\;f(x_{1},x_{2},\ldots ,x_{n})\;dx_{1}\!\cdots dx_{n}}
Vì khái niệm nguyên hàm chỉ được xác định đối với các hàm số có một biến thực, nên định nghĩa thông thường của tích phân bất định không mở rộng cho tích phân nhiều biến.

## Định nghĩa
Cho n > 1, tập xác định T gồm n đoạn nửa mở được định nghĩa là:
{\displaystyle T=\left[a_{1},b_{1}\right)\times \left[a_{2},b_{2}\right)\times \cdots \times \left[a_{n},b_{n}\right)\subseteq \mathbb {R} ^{n}.}
Chia mỗi đoạn [aj, bj) thành một tập Ij các khoảng nhỏ không trùng nhau ijα, trong đó các khoảng nhỏ này đóng bên trái và mở bên phải.
Sau đó, một tập hợp phần tử hữu hạn C được xác lập
{\displaystyle C=I_{1}\times I_{2}\times \cdots \times I_{n}}
là một tập con của T; trong đó Ck là các phần không trùng nhau và tập hợp của chúng là T.
Cho một hàm f: T → R xác định trên T, trong đó tập con C của T được xác định như trên, như vậy C là một tập có m phần tử Cm và
{\displaystyle T=C_{1}\cup C_{2}\cup \cdots \cup C_{m}}
Chúng ta có thể tính gần đúng thể tích tổng thứ n-chiều được giới hạn bên dưới bởi T và bên trên bởi f theo tổng Riemann:
{\displaystyle \sum _{k=1}^{m}f(P_{k})\,\operatorname {m} (C_{k})}
với Pk là điểm ở Ck và m(Ck) là tích của số đoạn Ck.
Đường kính của một đoạn con Ck là chiều dài lớn nhất trong các khoảng mà tích Descartes bằng Ck. Đường kính của một phân vùng cho trước T được định nghĩa là đường kính lớn nhất của các đoạn con trong phân vùng đó. Bằng trực giác, khi đường kính của phân vùng C được giới hạn càng ngày càng nhỏ, số lượng các đoạn con m càng lớn, và số đo m(Ck) của mỗi đoạn con lại càng nhỏ. Hàm f được gọi là khả tích Riemann của f trên T nếu tồn tại giới hạn
{\displaystyle S=\lim _{\delta \to 0}\sum _{k=1}^{m}f(P_{k})\,\operatorname {m} \,(C_{k})}
, khi giới hạn tiếp nhận tất cả các phân vùng có thể có của T với đường kính tối đa là δ.
Nếu f khả tích Riemann thì S được gọi là tích phân Riemann của f trên T và được ký hiệu là
{\displaystyle \int \cdots \int _{T}\;f(x_{1},x_{2},\ldots ,x_{n})\;dx_{1}\!\cdots dx_{n}}
Có thể viết ngắn gọn là {\displaystyle \ell =\iiint _{T}f(x,y,z)\,dx\,dy\,dz}
{\displaystyle \int _{T}\!f(\mathbf {x} )\,d\mathbf {x} .}
với x là số biến (x1,... xn) và dnx là vi phân thể tích n-chiều.
Tích phân Riemann của một hàm được xác định trên một tập n-chiều bị chặn tùy ý mà có thể được định nghĩa bằng cách mở rộng hàm đó thành một hàm được xác định trên một đoạn nửa mở có giá trị là zero bên ngoài miền của hàm ban đầu. Thì tích phân của hàm ban đầu trên miền gốc được xác định là tích phân của hàm mở rộng trên miền chữ nhật của nó, nếu nó tồn tại.
Trong phần tiếp theo tích phân Riemann trong không gian n-chiều sẽ được gọi tích phân bội.

### Tính chất
Tích phân bội có nhiều tính chất chung với các tích phân của các hàm một biến (tuyến tính, giao hoán, đơn điệu, vv.). Một tính chất quan trọng của tích phân bội là giá trị của một tích phân độc lập với thứ tự của các hàm lấy tích phân dưới những điều kiện nhất định. Tính chất phổ biến này được gọi là định lý Fubini.

### Các trường hợp đặc biệt
Trong trường hợp T ⊆ R2, tích phân
{\displaystyle \ell =\iint _{T}f(x,y)\,dx\,dy}
là tích phân kép của f trên T, và nếu T ⊆ R3 thì tích phân
{\displaystyle \ell =\iiint _{T}f(x,y,z)\,dx\,dy\,dz}
là tích phân bội ba của f trên T.
Theo quy ước, tích phân kép có hai dấu tích phân, và tích phân bội ba có ba dấu; đây là một quy ước ký hiệu cực kỳ tiện lợi khi tính toán một tích phân bội như là tính một tích phân được lặp, mà sẽ được chứng minh sau trong bài viết này.

## Các phương pháp lấy tích phân
Trong hầu hết các trường hợp việc giải các bài toán liên quan đến tích phân bội bao gồm việc tìm kiếm một cách để giảm tích phân bội thành một tích phân lặp, một loạt các tích phân một biến, từng cái được giải quyết một cách trực tiếp. Đối với các hàm số liên tục, điều này được chứng minh bằng định lý Fubini. Đôi khi, có thể thu được kết quả lấy tích phân bằng cách kiểm tra trực tiếp mà không cần tính toán.
Sau đây là một số phương pháp đơn giản lấy tích phân:

### Lấy tích phân các hàm liên tục
Khi hàm lấy tích phân là một hàm hằng c, tích phân bằng với tích của c và các số đo các miền của cách lấy tích phân. Nếu c = 1 và miền là một tiểu vùng của R2, tích phân cho diện tích của vùng, trong khi nếu miền là một tiểu vùng của R3, tích phân cho thể tích của vùng.
Ví dụ: Đặt f(x, y) = 2 và
{\displaystyle D=\{(x,y)\in \mathbf {R} ^{2}\ |\ 2\leq x\leq 4\,\ 3\leq y\leq 6\}}
trong trường hợp
{\displaystyle \int _{3}^{6}\int _{2}^{4}\ 2\ dx\,dy=2\int _{3}^{6}\int _{2}^{4}\ 1\ dx\,dy=2\cdot {\mbox{area}}(D)=(2\cdot 3)\cdot 2=12},
từ định nghĩa ta có:
{\displaystyle \int _{3}^{6}\int _{2}^{4}\ 1\ dx\,dy={\mbox{area}}(D).}

### Sử dụng tính đối xứng
Khi miền của phép lấy tích phân đối xứng về nguồn gốc với ít nhất một trong các biến lấy tích phân và hàm lấy tích phân là hàm lẻ liên quan đến biến này, tích phân bằng không, bởi vì tích phân trong hai nửa của các miền có giá trị tuyệt đối như nhau nhưng trái dấu. Khi hàm lấy tích phân là hàm chẵn đối với biến này, tích phân bằng hai lần tích phân trên một nửa miền, bởi vì tích phân trên hai phần của miền đều bằng nhau.
Ví dụ 1: Cho {\displaystyle f(x,y)=2\sin(x)-3y^{3}+5} có tích phân trên miền
{\displaystyle T=\left\{(x,y)\in \mathbf {R} ^{2}\ |\ x^{2}+y^{2}\leq 1\right\},}
một hình tròn với bán kính 1 có tâm tại gốc bao luôn biên.
Sử dụng tính chất tuyến tính, tích phân có thể phân tích thành ba phần:
{\displaystyle \iint _{T}(2\sin x-3y^{3}+5)\,dx\,dy=\iint _{T}2\sin x\,dx\,dy-\iint _{T}3y^{3}\,dx\,dy+\iint _{T}5\,dx\,dy}
Hàm {\displaystyle 2\sin(x)} là hàm lẻ trong biến {\displaystyle x} và hình tròn {\displaystyle T} đối xứng với trục y, do đó giá trị của tích phân đầu là 0. Tương tự, hàm 3y3 là hàm lẻ của y, và T đối xứng với trục x, và do đó tích phân thứ ba sẽ ảnh hưởng đến kết quả cuối cùng. Do đó, tích phân gốc bằng diện tích của hình tròn nhân 5, hay 5π.
Ví dụ 2: Cho f(x, y, z) = x exp(y2 + z2) và vùng tích phân là hình cầu bán kính 2 với tâm tại gốc,
{\displaystyle T=\left\{(x,y,z)\in \mathbf {R} ^{3}\ |\ x^{2}+y^{2}+z^{2}\leq 4\right\}.}
"Khối cầu" đối xứng về cả ba trục, nhưng ta chỉ cần để lấy tích phân trên trục x để chứng minh rằng tích phân bằng 0, vì hàm đã cho là hàm lẻ của biến đó.

### Các miền thông thường trên R2
Xem thêm: Thứ tự lấy tích phân
Phương pháp này được áp dụng cho bất kỳ miền D mà:
- phép chiếu của D vào một trong hai trục x hoặc y có biên là 2 giá trị a và b
- bất kỳ đường thẳng nào vuông góc với trục này mà đi qua hai giá trị giao với miền trong một khoảng mà các điểm cuối được cho bởi đồ thị của hai hàm, α và β.

Trong tất cả các trường hợp, hàm được tính tích phân phải liên tục trên miền.

#### Trục x
Nếu miền D bình thường với trục x, và f: D → R là một hàm liên tục; thì α(x) và β(x) (được xác định trên đoạn [a, b]) là hai hàm số xác định D. Khi đó:
{\displaystyle \iint _{D}f(x,y)\ dx\,dy=\int _{a}^{b}dx\int _{\alpha (x)}^{\beta (x)}f(x,y)\,dy.}

#### Trục y
Nếu miền D bình thường với trục y, và f: D → R là một hàm liên tục; thì α(y) và β(y) (được xác định trên đoạn [a, b]) là hai hàm số xác định D. Khi đó:
{\displaystyle \iint _{D}f(x,y)\ dx\,dy=\int _{a}^{b}dy\int _{\alpha (y)}^{\beta (y)}f(x,y)\,dx.}

#### Ví dụ

Ví dụ: tích phân kép trên miền bình thường D

Cho miền (Xin xem ảnh trong phần ví dụ):
{\displaystyle D=\{(x,y)\in \mathbf {R} ^{2}:x\geq 0,y\leq 1,y\geq x^{2}\}}
Tính
{\displaystyle \iint _{D}(x+y)\,dx\,dy.}
Miền này bình thường với cả trục x và y. Để áp dụng các công thức bắt buộc phải tìm ra các hàm xác định D và các khoảng trên đó đều các hàm này xác định. Trong trường hợp này, hai hàm số này là:
{\displaystyle \alpha (x)=x^{2}{\text{ and }}\beta (x)=1}
lúc này khoảng được cho bởi các giao điểm của các hàm với đường thẳng x = 0, từ đó [a, b] = [0, 1] là khoảng cần tìm (bình thường ta chọn trục x để hình dung tốt hơn).
Bây giờ có thể áp dụng công thức:
{\displaystyle \iint _{D}(x+y)\,dx\,dy=\int _{0}^{1}dx\int _{x^{2}}^{1}(x+y)\,dy=\int _{0}^{1}dx\ \left[xy+{\frac {y^{2}}{2}}\right]_{x^{2}}^{1}}
(Lúc đầu tích phân thứ hai được tính bằng cách coi x là hằng số). Các hoạt động còn lại bao gồm việc áp dụng các kỹ thuật cơ bản để lấy tích phân:
{\displaystyle \int _{0}^{1}\left[xy+{\frac {y^{2}}{2}}\right]_{x^{2}}^{1}\,dx=\int _{0}^{1}\left(x+{\frac {1}{2}}-x^{3}-{\frac {x^{4}}{2}}\right)dx=\cdots ={\frac {13}{20}}.}
Nếu chọn chuẩn tắc với trục y, ta có thể tính
{\displaystyle \int _{0}^{1}dy\int _{0}^{\sqrt {y}}(x+y)\,dx.}
và đạt được cùng 1 kết quả.

#### Các miền chuẩn tắc trên R3
Việc mở rộng các công thức tích phân bội ba cần được rõ ràng:
nếu T là một miền tiêu chuẩn với mặt phẳng xy và được xác định bởi các hàm α(x, y) và β(x, y), thì
{\displaystyle \iiint _{T}f(x,y,z)\ dx\,dy\,dz=\iint _{D}\int _{\alpha (x,y)}^{\beta (x,y)}f(x,y,z)\,dzdxdy}
(Định nghĩa này tương tự cho năm trường hợp chuẩn hoá khác trên R3).

### Đổi biến
Các giới hạn của phép lấy tích phân thường không dễ thay đổi được (mà không chuẩn tắc hoặc với công thức phức tạp để tính tích phân). Đổi biến là viết lại tích phân một miền "thuận tiện" hơn, tích phân có thể được mô tả theo công thức đơn giản hơn. Để làm như vậy, hàm số phải được điều chỉnh cho tọa độ mới.
Ví dụ 1a: Cho hàm {\displaystyle f(x,y)=(x-1)^{2}+{\sqrt {y}}}; nếu đặt {\displaystyle x'=x-1,\ y'=y} thì {\displaystyle x=x'+1,\ y=y'} ta có hàm mới {\displaystyle f_{2}(x,y)=(x')^{2}+{\sqrt {y}}.}
- Tương tự cho miền vì nó bị giới hạn bởi các biến gốc mà đã được biến đổi (x và y trong ví dụ).
- các vi phân dx và dy chuyển đổi qua giá trị tuyệt đối của định thức ma trận Jacobian chứa các đạo hàm riêng của những biến đổi liên quan đến biến mới (ví dụ như chuyển đổi vi phân trong tọa độ cực).

Tồn tại ba "loại" cách đổi biến chính (một cách trong R2, hai cách trong R3); tuy nhiên, phép thế tổng quát hơn có thể thực hiện bằng cách sử dụng cùng một nguyên tắc.

#### Toạ độ cực

Chuyển đổi từ tọa độ Descartes sang tọa độ cực.

Ví dụ về một phép biến đổi miền từ toạ độ Descartes đến toạ độ cực.

Trong R2 nếu miền có đối xứng tâm và hàm có một số tính chất đặc biệt mà ta có thể áp dụng việc chuyển đổi thành toạ độ cực (xem ví dụ trong hình) nghĩa là các điểm chung P(x, y) trong tọa độ Descartes chuyển sang các điểm tương ứng trong tọa độ cực. Điều đó cho phép thay đổi hình dạng miền và đơn giản hóa các phép toán.
Mối quan hệ căn bản để thực hiện phép chuyển đổi như sau:
{\displaystyle f(x,y)\rightarrow f(\rho \cos \phi ,\rho \sin \phi ).}
Ví dụ 2a: Hàm {\displaystyle f(x,y)=x+y}, áp dụng phép biến đổi ta được:
{\displaystyle f(\rho ,\phi )=\rho \cos \phi +\rho \sin \phi =\rho (\cos \phi +\sin \phi ).}
Ví dụ 2b. Hàm {\displaystyle f(x,y)=x^{2}+y^{2}}, trong trường hợp này ta có:
{\displaystyle f(\rho ,\phi )=\rho ^{2}(\cos ^{2}\phi +\sin ^{2}\phi )=\rho ^{2}}
bằng cách sử dụng đồng nhất thức lượng giác Pythagore (rất hữu ích để đơn giản hóa phép toán này).
Việc chuyển đổi miền được thực hiện bằng cách xác định chiều dài lớn nhất của bán kính và độ phương vị của các góc được mô tả để tìm khoảng ρ, φ từ x, y.
Ví dụ 2c. Miền {\displaystyle D=\{x^{2}+y^{2}\leq 4\}}, đó là một đường tròn bán kính 2; hiển nhiên rằng các góc bị phủ là góc tròn, do đó φ thay đổi từ 0 đến 2π, trong khi bán kính dao động từ 0 đến 2.
Ví dụ 2d. Miền {\displaystyle D=\{x^{2}+y^{2}\leq 9,\ x^{2}+y^{2}\geq 4,\ y\geq 0\}} đó là chóp tròn trong nửa mặt phẳng y dương (xin xem hình ảnh trong ví dụ); φ mô tả một góc mặt phẳng trong khi ρ thay đổi từ 2 đến 3. Do đó miền được biến đổi sẽ là hình chữ nhật sau:
{\displaystyle T=\{2\leq \rho \leq 3,\ 0\leq \phi \leq \pi \}.}
Định thức Jacobian của phép biến đổi đó như sau:
{\displaystyle {\frac {\partial (x,y)}{\partial (\rho ,\phi )}}={\begin{vmatrix}\cos \phi &-\rho \sin \phi \\\sin \phi &\rho \cos \phi \end{vmatrix}}=\rho }
mà có được chính bằng cách chèn các đạo hàm riêng của {\displaystyle x=\rho \cos(\phi )}, {\displaystyle y=\rho \sin {\phi }}trong cột đầu tiên cho {\displaystyle \rho } và trong cột thứ hai cho {\displaystyle \phi }, do đó vi phân {\displaystyle dx\,dy}trong phép biến đổi này trở thành {\displaystyle \rho \,d\phi \,d\rho }.
Khi các hàm số được biến đổi và miền được đánh giá, có thể xác định công thức đổi biến trong tọa độ cực:
{\displaystyle \iint _{D}f(x,y)\ dx\,dy=\iint _{T}f(\rho \cos \phi ,\rho \sin \phi )\rho \,d\rho \,d\phi .}
{\displaystyle \phi } có giá trị trong khoảng {\displaystyle [0,\ 2\pi ]} trong khi {\displaystyle \rho }, một số đo của chiều dài, chỉ có thể có có giá trị dương.
Ví dụ 2e. Cho hàm {\displaystyle f(x,y)=x}và miền giống như Ví dụ 2d. Từ các phân tích trước đó của D chúng ta biết được các khoảng ρ (từ 2 lên 3) và φ (từ 0 đến π). Bây giờ hãy thay đổi các hàm:
{\displaystyle f(x,y)=x\longrightarrow f(\rho ,\phi )=\rho \cos \phi .}
cuối cùng áp dụng công thức tích phân
{\displaystyle \iint _{D}x\,dx\,dy=\iint _{T}\rho \cos \phi \rho \,d\rho \,d\phi .}
Vì các khoảng đã được biết, ta được:
{\displaystyle \int _{0}^{\pi }\int _{2}^{3}\rho ^{2}\cos \phi \,d\rho \,d\phi =\int _{0}^{\pi }\cos \phi \ d\phi \left[{\frac {\rho ^{3}}{3}}\right]_{2}^{3}=\left[\sin \phi \right]_{0}^{\pi }\ \left(9-{\frac {8}{3}}\right)=0.}